# مینورو موراتا
مینورو موراتا (انگلیسی: Minoru Murata; ۲ مارس ۱۸۹۴ – ۲۶ ژوئن ۱۹۳۷) کارگردان فیلم، فیلم‌نامه‌نویس، بازیگر اهل ژاپن بود.